# SMS Preussen (1903)
SMS Preussen là chiếc thứ tư trong số năm chiếc thiết giáp hạm tiền-dreadnought thuộc lớp Braunschweig được Hải quân Đế quốc Đức (Kaiserliche Marine) chế tạo vào đầu thế kỷ 20. Nó được đặt lườn vào năm 1902 và đưa ra hoạt động vào năm 1905; tên của nó được đặt theo tiểu bang Phổ (Phổ). Các con tàu chị em với nó là Braunschweig, Elsass, Hessen và Lothringen.
Preussen đã phục vụ cùng với Hải đội Chiến trận 2 của Hạm đội Biển khơi Đức trong hầu hết quãng đời hoạt động. Nó đã tham gia cuộc xuất quân của hạm đội vào tháng 12 năm 1914 nhằm hỗ trợ cho cuộc bắn phá Scarborough, Hartlepool và Whitby, trong đó Hạm đội Đức đã có cuộc đụng độ ngắn với một phân đội của Hạm đội Grand Anh Quốc. Sau đó nó được tạm thời phân công nhiệm vụ canh phòng tại biển Baltic vào tháng 5 năm 1916, nên đã lỡ mất trận Jutland. Do đã cũ và lạc hậu, nó không tham gia trở lại hạm đội, tiếp tục phục vụ như tàu canh phòng cho đến năm 1917, khi nó trở thành một tàu tiếp liệu.
Sau chiến tranh, Preussen được giữ lại phục vụ cho Hải quân Cộng hòa Đức được tái thành lập, và được cải biến thành một tàu kho chứa tiếp liệu cho các tàu quét mìn Kiểu F. Nó được rút khỏi Đăng bạ Hải quân vào tháng 4 năm 1929 và được bán để tháo dỡ vào năm 1931. Một đoạn lườn tàu dài 63 m (207 ft) được giữ lại để sử dụng như một mục tiêu; đoạn này bị máy bay Đồng Minh ném bom đánh chìm vào năm 1945, và cuối cùng bị tháo dỡ vào năm 1954.

## Thiết kế và chế tạo
Preussen được đặt lườn vào năm 1902 tại xưởng tàu của hãng AG Vulcan ở Stettin dưới số hiệu chế tạo 256. Là chiếc thứ tư trong lớp, nó được đặt hàng dưới cái tên tạm thời "K" như một đơn vị mới của hạm đội. Con tàu có chi phí tổng cộng 23.990.000 Mác vàng Đức. Preussen được hạ thủy vào ngày 30 tháng 10 năm 1903 và đưa ra hoạt động cùng hạm đội vào ngày 12 tháng 7 năm 1905.
Con tàu có chiều dài chung là 127,7 m (419 ft), mạn thuyền rộng 22,2 m (73 ft) và độ sâu của mớn nước là 8,1 m (27 ft) ở phía trước. Nó được cung cấp động lực bởi ba động cơ hơi nước ba buồng bành trướng đặt dọc dẫn động ba chân vịt. Hơi nước được cung cấp bởi tám nồi hơi kiểu Marine và sáu nồi hơi hình trụ, tất cả được đốt bằng than. Hệ thống động lực của Preussen dự định cung cấp một công suất 16.000 ihp (12.000 kW), cho phép nó đạt được tốc độ tối đa 18 hải lý trên giờ (33 km/h).
Dàn vũ khí của Preussen bao gồm dàn pháo chính có bốn khẩu pháo 28 cm (11 in) SK L/40 bắn nhanh đặt trên hai tháp pháo nòng đôi, một phía trước và một phía sau cấu trúc thượng tầng. Dàn pháo hạng hai của nó bao gồm mười bốn khẩu pháo 17 cm (6,7 in) SK L/40 và mười tám khẩu pháo 8,8 cm (3,5 in) SK L/35 bắn nhanh. Chúng được bổ sung bởi sáu ống phóng ngư lôi 45 cm (18 in), tất cả được bố trí ngầm dưới lườn tàu.

## Lịch sử hoạt động
Sau khi được đưa ra hoạt động vào 1905, Preussen được phân về Hải đội Chiến trận 2 của Hạm đội Đức cùng với các tàu chị em Braunschweig, Elsass và Hessen. Đến cuối năm 1911, ba trong số bốn thiết giáp hạm dreadnought mới thuộc lớp Helgoland được đưa ra hoạt động cùng với Hải đội Chiến trận 1; chiếc thiết giáp hạm tiền-dreadnought duy nhất còn lại cùng Hải đội 1 là con tàu chị em Elsass. Preussen cùng bảy chiếc khác thuộc các lớp Braunschweig và Deutschland hình thành nên Hải đội Chiến trận 2. Preussen đã có mặt trong chuyến đi huấn luyện hàng năm đến Na Uy vào tháng 7 năm 1914, vốn bị cắt ngắn do vụ Ám sát Thái tử Franz Ferdinand và sự căng thẳng trong quan hệ quốc tế diễn ra sau đó. Vào ngày 25 tháng 7, thủy thủ trên tàu được tin về Tối hậu thư mà Áo-Hung đưa ra cho Serbia; Preussen rời Na Uy để gặp gỡ phần còn lại của hạm đội vào ngày hôm sau.
Sau khi Chiến tranh Thế giới thứ nhất nổ ra vào tháng 8 năm 1914, Hạm đội Biển khơi Đức tiến hành một loạt các hoạt động nhằm thu hút một phần lực lượng của Hạm đội Grand Anh Quốc vốn vượt trội hơn về số lượng nhằm tiêu diệt chúng. Bằng cách tạo ra một tương quan lực lượng cân bằng, Hải quân Đức có thể thúc đẩy một trận chiến quyết định tại khu vực phía Nam của Bắc Hải. Hoạt động đầu tiên như vậy là cuộc bắn phá Scarborough, Hartlepool và Whitby vào ngày 15-16 tháng 12 năm 1914. Phần chủ lực của hạm đội, trong đó có Preussen, hoạt động như lực lượng hỗ trợ từ xa cho hải đội tàu chiến-tuần dương của Chuẩn đô đốc Franz von Hipper khi chúng bắn phá các thị trấn duyên hải của Anh. Vào chiều tối ngày 15 tháng 12, Hạm đội Đức với 12 thiết giáp hạm dreadnought và 8 thiết giáp hạm tiền-dreadnought đã tiếp cận trong khoảng cách 10 nmi (19 km; 12 mi) với một hải đội biệt lập gồm sáu thiết giáp hạm Anh. Tuy nhiên, các cuộc đụng độ lẻ tẻ giữa các tàu khu trục hộ tống đối địch đã khiến vị tư lệnh Đức, Đô đốc Friedrich von Ingenohl, tin rằng ông đang phải đối đầu với toàn bộ Hạm đội Grand Anh Quốc, nên ông đã tách ra khỏi trận chiến và quay trở về cảng nhà.
Trong thành phần Hải đội Chiến trận 2, Preussen đã bỏ lỡ mất trận Jutland vào ngày 31 tháng 5-1 tháng 6 năm 1916; nó được tạm thời điều động sang khu vực biển Baltic để phục vụ như tàu canh phòng. Con tàu chị em Lothringen cũng không tham gia trận này vì bị xem là quá cũ và lạc hậu để tham gia hoạt động thường xuyên cùng hạm đội. Trận chiến này cũng bộc lộ cho Phó đô đốc Reinhard Scheer, tư lệnh hạm đội, rằng các thiết giáp hạm tiền-dreadnought quá mong manh để có thể tham gia các hoạt động nơi tuyến đầu; vì vậy Hải đội Chiến trận 2 được cho tách khỏi Hạm đội Biển khơi. Kết quả là Preussen tiếp tục phục vụ như một tàu canh gác tại Baltic. Từ năm 1917 cho đến khi chiến tranh kết thúc, nó hoạt động như một tàu tiếp liệu hạm đội đặt căn cứ tại Wilhelmshaven; nó cũng tạm thời cầm giữ Edouard Izac, một thủy thủ Hải quân Hoa Kỳ bị bắt làm tù binh chiến tranh sau khi con tàu của anh bị tàu ngầm U-90 đánh chìm vào tháng 6 năm 1918. Izac được trao tặng Huân chương Danh dự sau khi thoát khỏi trại tù binh sau chiến tranh.

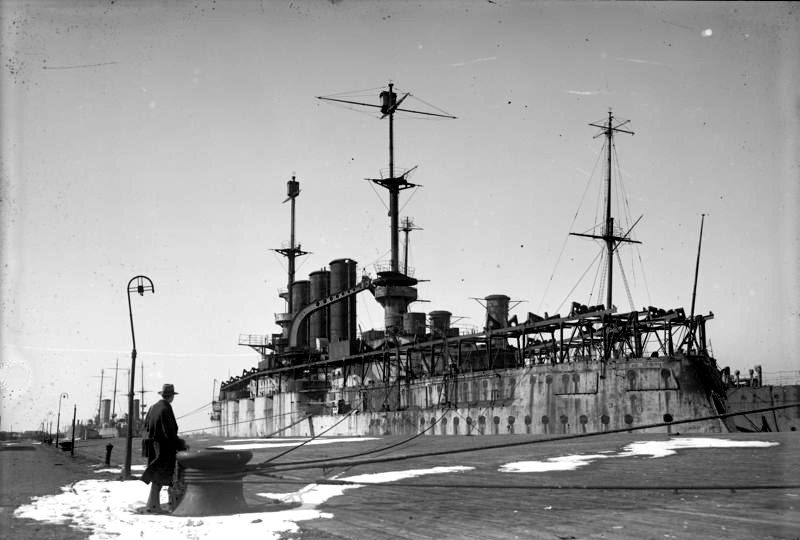
Preußen sau khi cải biến thành một tàu kho chứa.

Hiệp ước Versailles, vốn thỏa thuận nhằm kết thúc cuộc xung đột, quy định Đức được phép giữ lại sáu thiết giáp hạm thuộc các "kiểu Deutschland hoặc Lothringen". Preussen nằm trong số các con tàu được chọn. Con tàu được cải biến tại xưởng tàu Kriegsmarinewerft tại Wilhelmshaven vào năm 1919 thành một tàu kho chứa tiếp liệu cho các tàu quét mìn Kiểu F; nó được tháo dỡ vũ khí và được lắp đặt các bệ để giữ các tàu quét mìn.
Preussen hoạt động trong vai trò này cùng với cùng Hải quân Cộng hòa Đức tái thành lập cho đến năm 1929. Preussen được rút khỏi danh sách Đăng bạ Hải quân vào ngày 5 tháng 4 năm 1929, được bán vào ngày 25 tháng 2 năm 1931 để tháo dỡ với giá 216.800 Mác. Nó sau đó được tháo dỡ tại Wilhelmshaven. Một đoạn lườn tàu dài 63 m (207 ft) được giữ lại để sử dụng như một mục tiêu dành cho thử nghiệm ngư lôi và các chất nổ khác. Đoạn lườn tàu này được đặt tên lóng là "SMS Vierkant ("SMS Vuông"). Nó bị máy bay Đồng Minh ném bom đánh chìm vào tháng 4 năm 1945. Xác đắm của đoạn lườn tàu này sau cùng được cho nổi lên và tháo dỡ vào cuối năm 1954.